# Liberté 1
Pour les articles homonymes, voir Liberté (homonymie).
Liberté 1 est un film franco-sénégalais réalisé par Yves Ciampi, sorti en 1962.

## Synopsis
Entre Dakar et le village, la modernité et la tradition, une jeune sage-femme sénégalaise, son fiancé, directeur de cabinet dans un ministère, et ses amis français font face aux réalités du jeune Sénégal indépendant.

## Fiche technique
- Titre : Liberté 1
- Réalisation : Yves Ciampi
- Scénario et dialogues : Yves Ciampi, Jean Campistron, Jean-Charles Tacchella et Marcel Moussy
- Musique : Gana M'Bow et Colette Mansard
- Image : Émile Vilerbue
- Décors : René Moulaert
- Son : Pierre Calvet
- Assistant réalisateur : Yves Boisset
- Montage : Georges Alépée
- Société de production : PAT Films, Sora, Ucina
- Pays d'origine : France, Sénégal
- Format : Noir et blanc - 1,66:1 - Mono - 35 mm
- Genre : chronique de l'Afrique moderne
- Durée : 90 minutes
- Date de sortie : 11 mai 1962

## Distribution
- Nanette Senghor : Aminata
- Iba Gueye : Malik Sene
- Maurice Ronet : Michel
- Corinne Marchand : Anne
- Assane Fall : Abdoulaye

## Récompenses et distinctions
- Sélection officielle au Festival de Cannes 1962[1]